# Sankt Alban (Hörgertshausen)

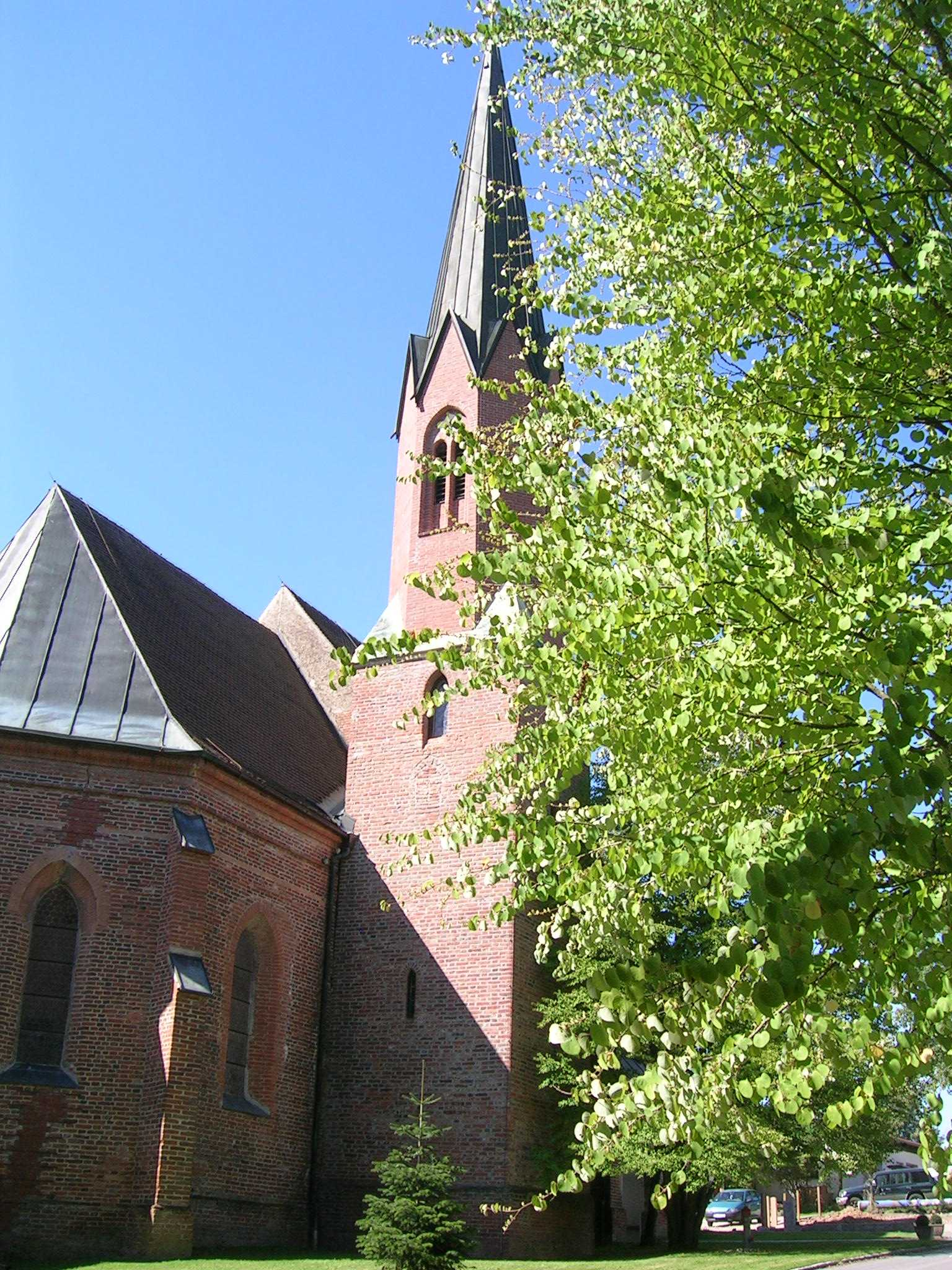
Wallfahrtskirche St. Alban

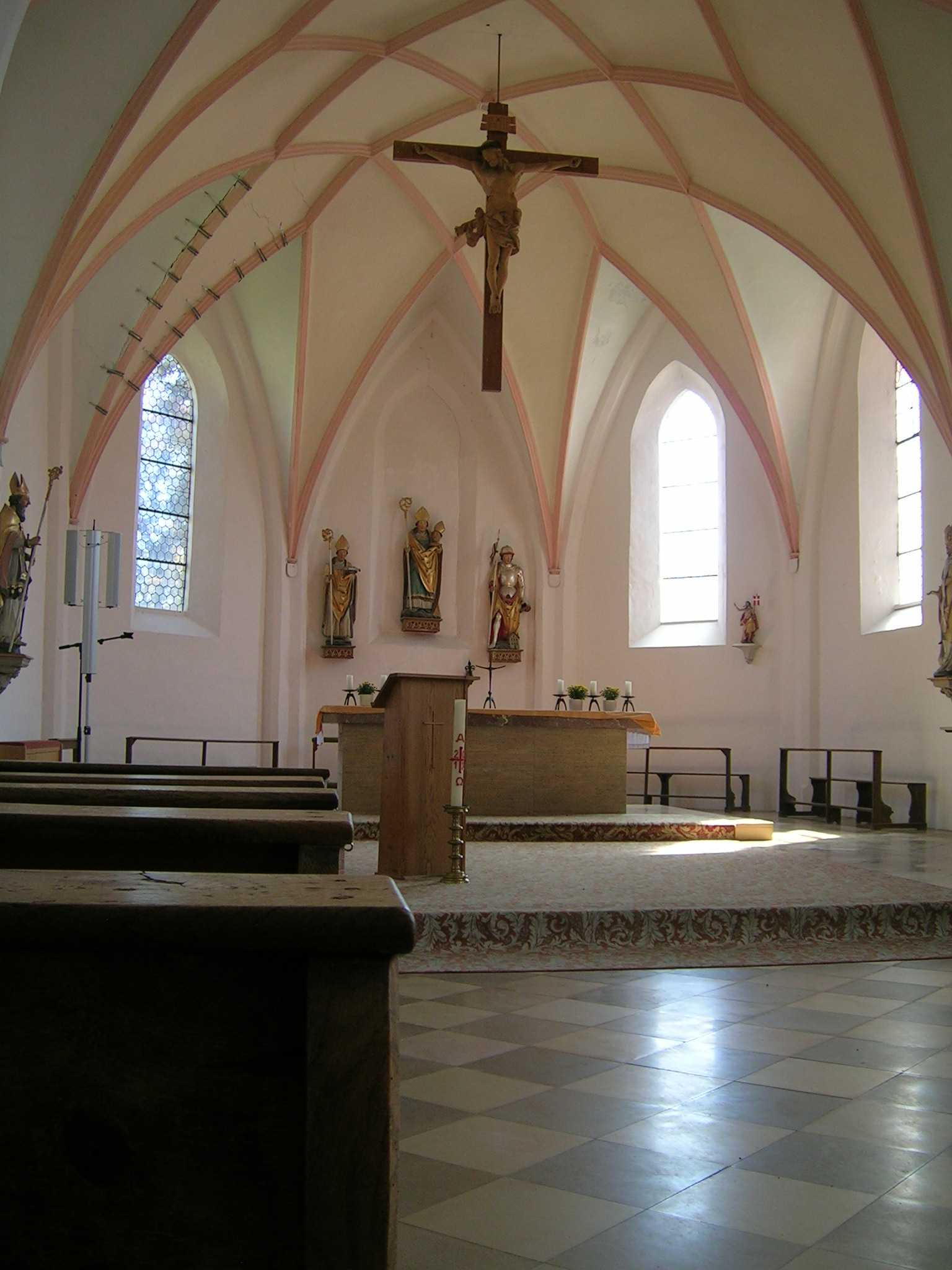
Altarraum der Wallfahrtskirche St. Alban

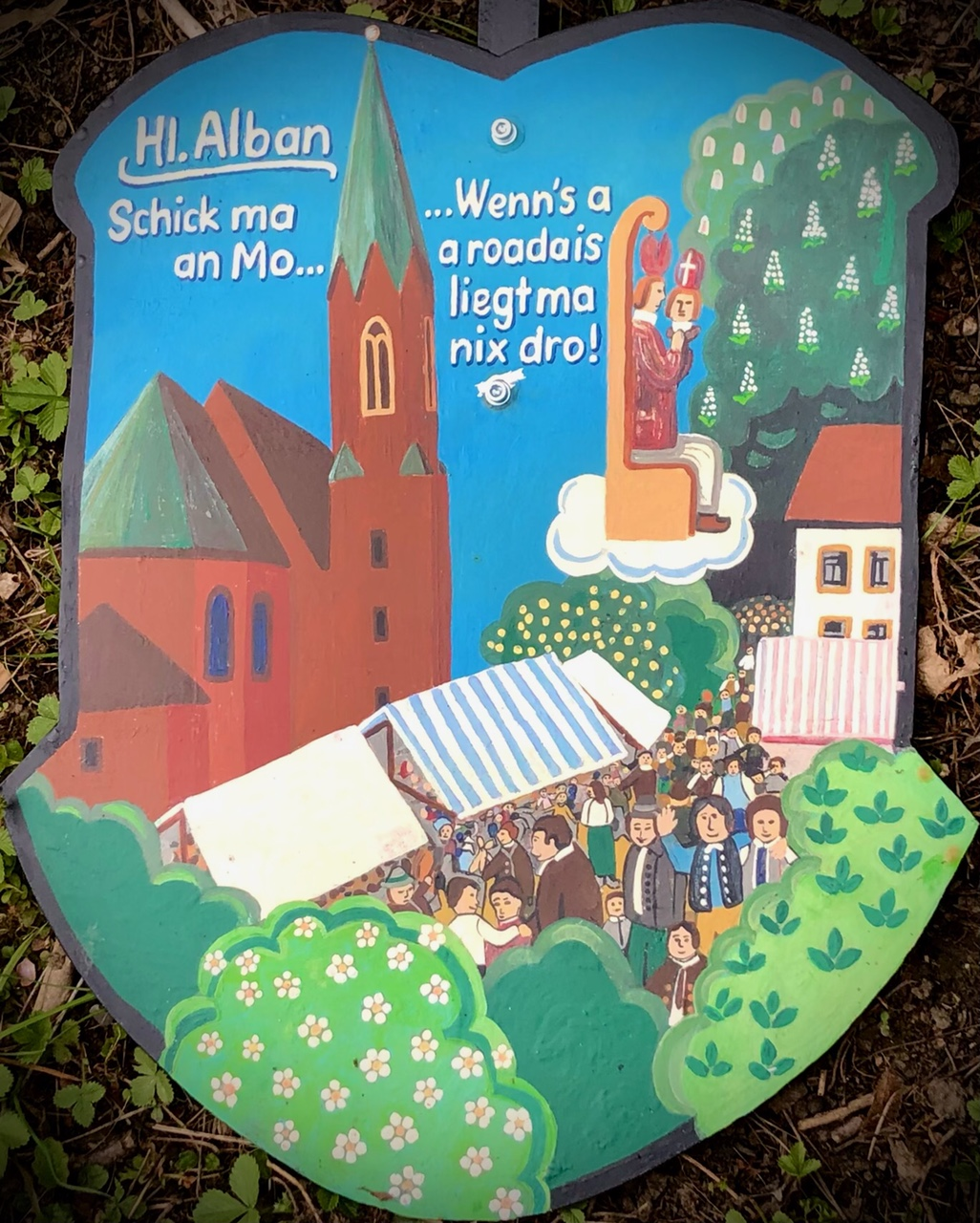
Illustration des einstigen Albiganer Markts auf einem Maibaumschild

Illustration des Albiganer Markts anno 1909

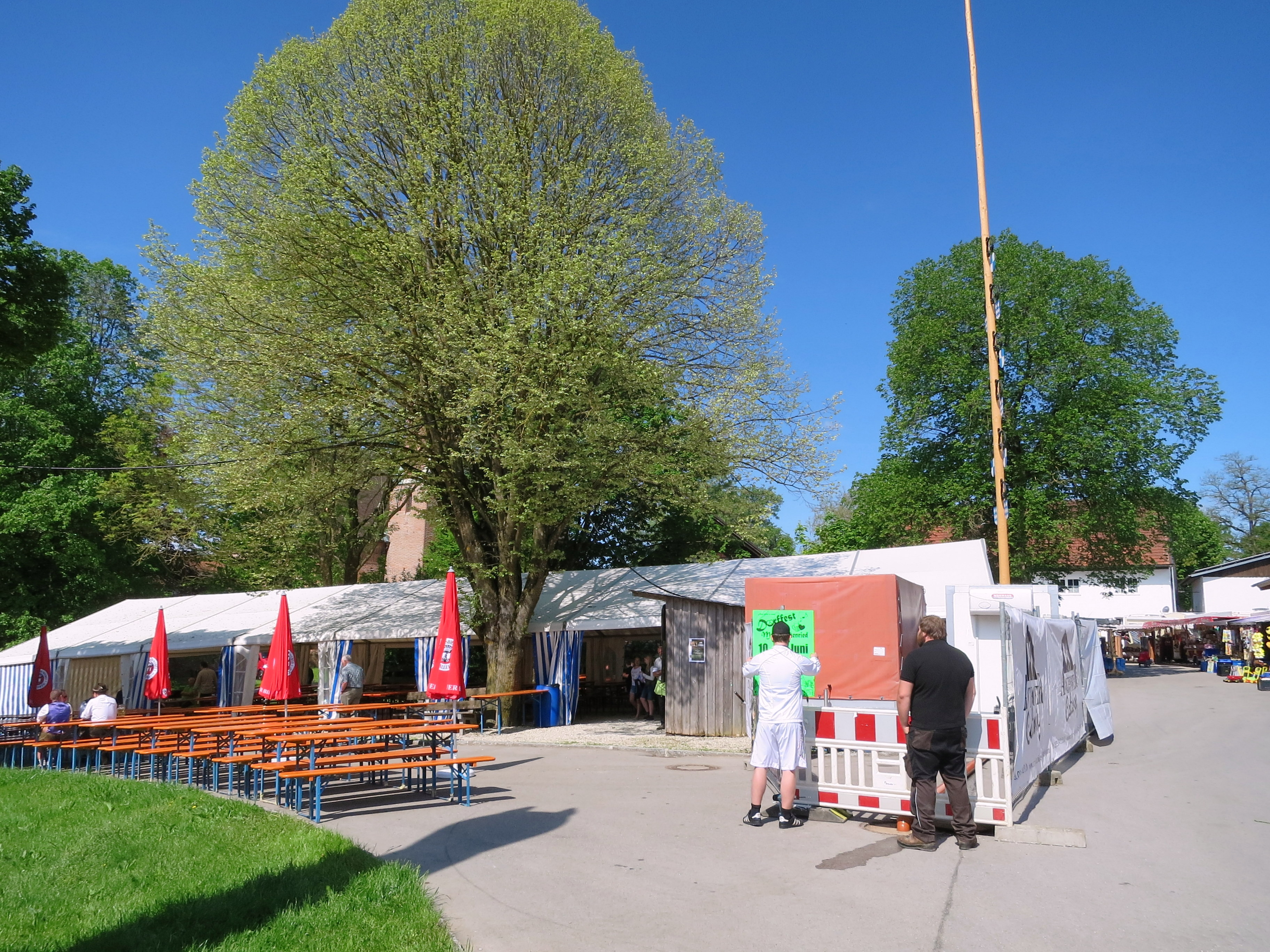
Der Albiganer Markt heute

Sankt Alban, lokal Albigan, ist ein Ortsteil der Gemeinde Hörgertshausen im oberbayerischen Landkreis Freising.

## Geschichte
Das Kirchdorf profitierte von seiner Lage in der Hallertau als Durchgangsstation zu einer Wallfahrt zum heiligen Kastulus nach Moosburg an der Isar oder nach Altötting und hatte selbst eine der wichtigsten Wallfahrtskirchen in der Hallertau. 1315 wurde der Ort zuerst urkundlich als Erenstein, mittelalterlich für Adlerstein, genannt. Das Patrozinium des Hl. Alban ersetzte diesen früheren Burgennamen.  Die 11 Anwesen des Ortes wurden 1686 der Hofmark Hörgertshausen zugeteilt. Sankt Alban gehört seit der Gemeindebildung durch das bayerische Gemeindeedikt von 1818 zur Gemeinde Hörgertshausen. Aufsehen erregte der Einsturz des Kirchturms von St. Alban am 19. Januar 1986. Der Turm wurde in der Folge wieder aufgebaut.

### Einwohnerentwicklung
Die Bevölkerung von Sankt Alban hat sich seit 1877 wie folgt entwickelt:
| Jahr | Einwohner |
| ---- | --------- |
| 1877 | 50        |
| 1928 | 78        |
| 1952 | 105       |
| 1978 | 79        |
| 1987 | 64        |

## Kultur und Sehenswürdigkeiten

### Kirche St. Alban
Die katholische Wallfahrtskirche St. Alban ist ein unverputzter spätgotischer Backsteinbau mit eingezogenem Polygonalchor, angefügter Sakristei und Chorflankenturm. Sie war eine der wichtigsten Wallfahrtskirchen in der Hallertau.
Siehe auch → Liste der Baudenkmäler in Hörgertshausen

### Albiganer Markt
Der „Albiganer Markt“ findet jährlich am fünften Sonntag nach Ostern, dem sogenannten Bittsonntag vor Christi Himmelfahrt statt. Sein Entstehen ist geschichtlich nicht gesichert, wird aber von Historikern im 12. Jahrhundert vermutet. Der „Albiganer Markt“ wird auch heute noch von der Dorfgemeinschaft St. Alban, im allgemeinen Sprachgebrauch „die Albiganerer“, durchgeführt.
Der „Albiganer Markt“ ist ein jahrhundertealter „großer Menschen- und am Montag auch Viehmarkt“, bei dem in der Vergangenheit Bauern Saisonarbeitskräfte für die bevorstehende Ernte anwarben. Die früheste gesicherte Aufzeichnung ist die Gestattung des Marktes durch Kurfürst Maximilian II. Emanuel und eine Kirchenrechnung von 1684, in der es heißt:

„anheur denen Priestern, so mit dem Creuz alda hingegangen und celebriert, für die Mahlzeit altem herkhomen nach jedem 17 cr. 1 hl-thurt, deren anheur 13 gwest.“

### Wallfahrt
Die Wallfahrt, genannt Hoiwagana, war bis in die 1960er Jahre eine der größten und wichtigsten in der Hallertau. Der Sage nach wanderte der heilige Alban mit seinem abgeschlagenen Kopf bis an diesen Ort, an dem er begraben werden wollte. Am Sonntag fand eine Prozession aus den Pfarreien Au, Attenkirchen und Reichertshausen und am Montag aus den Pfarreien Nandlstadt, Tegernbach, Hebrontshausen, Margarethenried, Priel, Volkmannsdorf, Gammelsdorf, Mauern, Inkofen und Hörgertshausen statt. Im Laufe der Zeit wurde der Einzugsbereich der Wallfahrer immer geringer und der absolute Tiefpunkt wurde 1769 erreicht, als von den Ortsbewohnern nur eine normale Messe angeschafft wurde. Die Wallfahrt erholte sich aber wieder und die Prozessionszüge aus den umliegenden Pfarreien Nandlstadt, Baumgarten und Margarethenried waren wieder jährlicher Bestandteil des „Albiganer Marktes“. Heute findet am Montag noch traditionsgemäß ein Bittgang von Hörgertshausen nach Sankt Alban statt.

Ein altes überliefertes Wallfahrtslied lautet:

„In der Holledau, da is da Himme blau
 behüat uns, unsa liebe Frau
 mia gengan sched nach Albigana
mit a schöna langa Fahnenstanga
 vo Wolnzach über Nandlstod
 wo da Schimme si voloffa hod
 und nacha geht’s sched umi, schau
 und nachada bisd scho z’Au“